# Walter Bower
Walter Bower oder Bowmaker (* 1385 in Haddington (East Lothian im Osten Schottlands); † 24. Dezember 1449) war als Verfasser der „Scotichronicon“ ein schottischer Geschichtsschreiber und Abt von Inchcolm (seit 1418).

## Herkunft und Jugend
Die Biographie Walter Bowers ist aufgrund mangelnder Quellen nur lückenhaft beschreibbar. Bedeutende Informationen dazu liefern neben seinen eigenen Angaben in der „Scotichronicon“ einige Aufzeichnungen in den „Exchequer Rolls“ (Schatzkammerrollen) von Schottland (Band 3 und 4).
Die familiären Verhältnisse Walter Bowers sind unbekannt. Vielleicht war er mit einem John Bowmaker verwandt, der als Magistratsmitglied in Haddington von 1395 bis 1398 bezeugt ist. Am römischen Hof wurde er 1436 durch einen John Bowmaker, dem Rektor einer Kirche in Stirlingshire, vertreten. Schließlich war er 1437 der Bevollmächtigte für eine päpstliche Provision an einen Alexander Bowmaker, einem Augustinerdomherrn in der kleinen ostschottischen Stadt St. Andrews. Aber es können keine verwandtschaftlichen Beziehungen Walter Bowers zu diesen genannten Personen namens Bowmaker nachgewiesen werden.
Da die „Scotichronicon“ ausführlich auf die zeitgenössische Geschichte von Haddington und dessen Umgebung eingeht, dürfte also Bower dort aufgewachsen sein und auch später dorthin Kontakt gehalten haben. Wohl um 1400 wurde er Kanoniker der Kathedrale von St. Andrews, da er über Bischof Walter Trail († 1401) offenbar aus eigener Kenntnis berichtet. Zweifellos ließ er sich ab 1400 als Novize unter dem von 1394 bis 1416 als Prior amtierenden James Biset ausbilden, der wesentlichen Anteil an der Gründung der ältesten schottischen Universität, jener von St. Andrews, hatte. Diese erhielt 1414 durch den von Schottland anerkannten Gegenpapst Benedikt XIII. viele Privilegien und die Feste in St. Andrews anlässlich dieses freudigen Ereignisses beschreibt Bower zweifellos als Augenzeuge sehr anschaulich. Am 29. November 1417 ernannte ihn Benedikt XIII. zum Abt des Augustinerklosters auf der kleinen Insel Inchcolm im Firth of Forth. Damals muss er schon den Grad eines Bachelors des Kirchenrechts erworben haben. Am 17. April 1418 weihte ihn der Bischof von Dunkeld zum Abt. Laut eigenen Angaben erhielt er 1420 auch das Bakkalaureat der Theologie. Seine akademischen Abschlüsse legte er vermutlich an der neuen Universität von St. Andrews ab, da sich kein Auslandsstudium belegen lässt.

## Abt von Inchcolm
Als Abt von Inchcolm zwang Bower mit päpstlicher Unterstützung den Bischof von Dunkeld zu einem Kompromiss im Streit um den Besitz des nahegelegenen Vikariats von Dalgety. Da er sich im Kirchenrecht auskannte, konnte er die Besitzungen seiner Abtei verteidigen und sich zu diesem Zweck am 27. Februar 1430 auch die päpstliche Beihilfe sichern. Da englische Piraten nahezu jeden Sommer seine Insel überfielen, musste er zu dieser Zeit am Festland residieren. In den späten 1440er Jahren, gegen Ende seines Lebens, ließ er aber auf Inchcolm Verteidigungsanlagen errichten.
Vergeblich strebte Bower das Amt eines Abtes des reicheren Augustinerklosters zu Holyrood bei Edinburgh an. Schon 1420 machte er sich diesbezügliche Hoffnungen, doch erhielt 1423 ein anderer, vom schottischen Statthalter unterstützter Bewerber die Leitung dieses einträglicheren Klosters übertragen. 1436/1437 geriet dieser Abt jedoch mit einem seiner Chorherren in Streit, den Bower dazu nutzte, sich kraft päpstlichen Ermächtigung zum Ordnungshüter in Holyrood zu machen. Allerdings stemmten sich die meisten Kanoniker erfolgreich gegen sein Eingreifen, so dass Bower sein Leben als Abt von Inchcolm beschließen musste.

## Politische Aufgaben
Bower gehörte zu den führenden schottischen Kirchenmännern, obwohl er nur einer kleinen Abtei vorstand. Nach der Rückkehr König Jakobs I. von Schottland aus langjähriger englischer Gefangenschaft (1424) nahm er wohl oft an dessen Sitzungen teil. 1423 und 1424 hatte er als einer der beiden Kommissare zur Sammlung des Lösegeldes für Jakob I. Steuern eingetrieben. Dieselbe Aufgabe sollte er zusammen mit seinem ehemaligen Kollegen 1433 wieder übernehmen, diesmal zur Beschaffung der Mitgift für die Verlobung der schottischen Königstochter mit dem Dauphin; aber der König selbst entband sie von einer zu rigorosen Eintreibung. In seiner Chronik berichtet er, wie ungern die Bevölkerung diese Extrasteuern aufbrachte. Nach der Unterwerfung des Lords Alexander MacDonald wollte der König ihn besser unter Kontrolle halten können und ließ dessen Mutter, die Gräfin von Ross, 1431 auf Inchcolm unter der Aufsicht Bowers internieren.
Durch Bowers eigenen Bericht erfährt man wenigstens von seiner Teilnahme an einer wichtigen politischen Entscheidung: Im Oktober 1433 wurde auf der Synode zu Perth über eine Antwort auf ein englisches Friedensangebot beraten. Bower und sein Freund, der Abt von Scone, drängten dabei entschieden auf die Ablehnung des englischen Vorschlags, da Jakob I. einen Eid abgelegt hatte, dass Schottland nur mit Zustimmung Frankreichs Frieden mit England schließen würde. Die Mehrheit der Geistlichen schloss sich der Meinung von Bower an, und später stellte sich die ganze Angelegenheit als Finte der Engländer heraus. Zufrieden erzählt er, dass der Abt von Melrose, der für die Annahme der Friedensinitiative eingetreten war, seine Meinung zurücknehmen musste, als er vom Inquisitor der Ketzerei bezichtigt wurde.
In der Parlamentssitzung vom Januar 1435 gehörte er einem Ausschuss zur Behandlung von Beschwerden an. Als Rechtsgelehrter dürfte er öfters solche Funktionen wahrgenommen haben, allerdings fehlen dafür Dokumente.
Offenbar wollte Bower eine autoritäre Verbindung von Staat und Kirche und führte diese Haltung in seiner Chronik später theoretisch weiter aus. Sollte er tatsächlich starke Herrscher favorisiert haben, ist das in seiner Chronik ausgedrückte tiefe Bedauern über den Tod König Jakobs I. (1437) verständlich. Über sein Leben in den folgenden Jahren ist kaum etwas bekannt. Anfang der 1440er Jahre spielte er in der unruhigen Situation der Vormundschaftsregierung für Jakob II., den minderjährigen Sohn und Nachfolger Jakobs I., eine Rolle, nahm am 3. April 1441 und am 9. Februar 1442 an Kirchenräten teil und hörte sich wieder im Juli 1445 Beschwerden im Parlament an. Die Krone würdigte seine Verdienste, indem sie den Landbesitz seiner Abtei am 8. Juni 1445 zur Baronie erhob, um die von den Piraten verübten Schäden leichter beheben zu können. Nach längerer Krankheit starb er Ende 1449.

## Werk
Erst im letzten Jahrzehnt seines Lebens verfasste Bower eher unwillig seine „Scotichronicon“. Zwar nennt er nirgends in dem Werk seinen Namen, doch kann seine Autorenschaft aus anderen Zeugnissen sehr überzeugend hergeleitet werden. Diese Chronik ist eine der bedeutendsten mittelalterlichen Schriften Schottlands, auf der Bowers späterer Ruhm beruht. Ob er schon früher Bücher geschrieben hatte, ist nicht bekannt. 1440 bat ihn ein Nachbar, Sir David Stewart von Rosyth, die 80 Jahre früher entstandene, bis 1153 reichende „Chronica gentis Scotorum“ des Kaplans und Geschichtsschreibers John Fordun abzuschreiben und bis in die Gegenwart fortzusetzen. Bower verfasste seine Chronik zwischen November 1441 und Oktober 1445, wobei er den fünf Büchern Forduns weitere elf hinzufügte. Er erweiterte auch die fünf Bücher seines Vorgängers um sauber abgetrennte lange Zusätze, die er durch Voranstellung des Wortes „scriptor“ als eigene Arbeit kennzeichnete. Die weit weniger ausführliche „Gesta Annalia“ Forduns diente ihm dann zwar als Grundlage für die Geschichtsdarstellung bis etwa zur Mitte des 14. Jahrhunderts, doch baute er sie beträchtlich mit immer mehr zusätzlichem Material aus. Für die Zeit ab etwa 1370 stellen der 15. und 16. Band der „Scotichronicon“ ausschließlich das Werk Bowers dar und sind als zeitgenössische Quelle historisch höchst bedeutsam, besonders für die Regierung Jakobs I., mit dessen Tod (1437) sie endet. So konnte er zu Recht die letzten elf Bücher der „Scotichronicon“ praktisch als eigenes Werk reklamieren.
Bowers Autograph, der im Kloster von Inchcolm aufbewahrt werden sollte, befindet sich heute in der Bibliothek des Corpus Christi College zu Cambridge (Manuskript Nr. 171) und enthält zahlreiche ergänzende Randnotizen, die in allen fünf noch vorhandenen Abschriften des 15. Jahrhunderts in den Haupttext eingefügt sind. Magnus Makculloch, der 1477 in Löwen studierte, fertigte 1481 und 1483/1484 Kopien der „Scotichronicon“ für das Augustinerkloster in Scone bzw. für den Erzbischof William Scheves von St. Andrews. Da im Manuskript für Erzbischof Scheves zwei zusätzliche Seiten die Regierung von Jakob II. (1437–1460) behandeln, wollten manche Historiker in Makchulloch kaum zutreffend einen Fortsetzer Bowers sehen. Zwei Kopien der „Scotichronicon“ befinden sich heute in der British Library („The Black Book of Paisley“ und Harleian MS. 712) und eine in der Advocates Library in Edinburgh (die Walter Goodall für seine Ausgabe von 1759 verwendete).
Bower verfasste schon 1444 eine Epitome seiner Chronik, die als „Book of Cupar“ bekannt ist und heute in einer späteren Abschrift in der Advocates Library in Edinburgh (MS. 35, 1, 7) vorliegt. Sie enthält auch manche zusätzliche Informationen. Andere Auszüge fertigten Kopisten um dieselbe Zeit an, so um 1450 wahrscheinlich ein Patrick Russell, der Kartäuser in Perth war (Advocates Library, MS. 35, 6, 7), sowie 1461 ein unbekannter Schreiber (in der gleichen Sammlung erhalten, MS. 35, 5, 2), dessen Epitome allerdings laut William Forbes Skene, dem Herausgeber von Forduns Werk, ab dem 23. Kapitel des 6. Buches stark vom Original abweicht.
Die „Scotichronicon“ enthält für die Zeit ab 1153 viele oft zuverlässige, Forduns „Gesta Annalia“ ergänzende Nachrichten über die schottische Geschichte. So machte Bower etwa weitere Angaben zu Robin Hood, eine der sehr wenigen frühen Notizen über diesen legendären Räuber. Wegen seiner didaktischen Absichten erweiterte er das zentrale Thema seines Werkes um Ereignisse am europäischen Kontinent seit der Römerzeit, wobei er die französische Geschichte häufig ausführlicher als die englische behandelte. Wahrscheinlich konnte er hier Erfahrungen seiner mutmaßlichen Lehrer von St. Andrews aus deren Pariser Studienzeit einbauen. Zahlreiche Anspielungen auf klassische und mittelalterliche Autoren, um die schottische Geschichte in einen europäischen Kontext einzubauen, unterstreichen sein akademisches Wissen.
Bower wollte seinen Lesern durchaus eine unterhaltsame Lektüre bieten, verabsäumte aber als gottesfürchtiger Kleriker freilich auch nicht, die Qualen der Sünder in der Hölle lebhaft auszumalen. Zwar tritt er ebenso entschlossen wie Fordun für die schottische Unabhängigkeit von England ein, führt aber auch warnende Überlegungen über moralisch richtiges Benehmen von Politikern aus. Er schrieb aus eigener Erfahrung, so hatte er etwa den für sein Volk so schädlichen Parteihader nach dem Tod Jakobs I. im Sinn. Das gelehrte Werk verrät durch seine weitgespannten Reflexionen viel über die Sitten und Auffassungen des damaligen Schottland.
Beide Schriften Bowers wurden auf Latein mit englischer Übersetzung und Kommentar herausgegeben.

## Ausgabe
- Donald E. R. Watt (Hrsg.): Scotichronicon, 9 Bände, Aberdeen 1987–1998.